# 스토레가 슬라이드

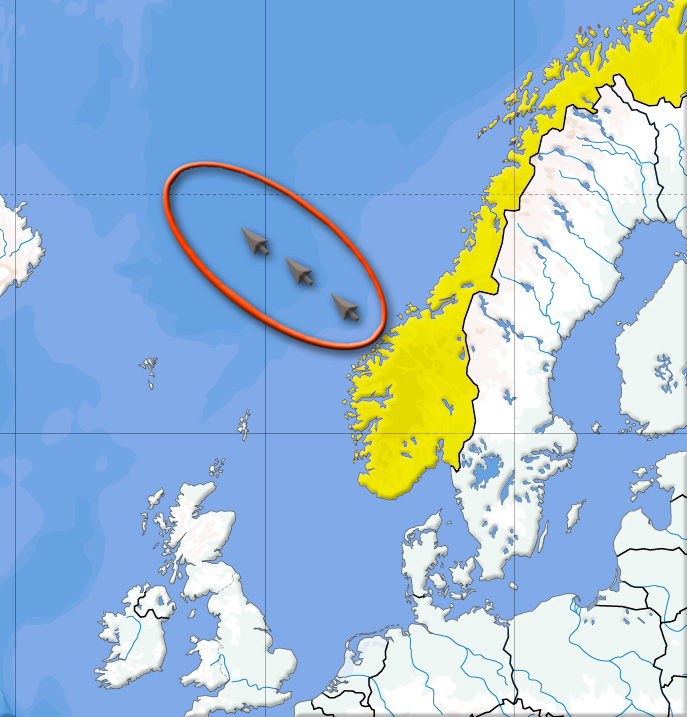
스토레가 슬라이드 지도

3개의 스토레가 슬라이드(Storegga Slide, 노르웨이어: Storeggaraset)는 알려진 가장 큰 규모의 해저 산사태 중 하나이다. 이 산사태는 노르웨이 대륙붕의 가장자리에 있는 노르웨이해에서 기원전 6225년~6170년경에 발생했다. 이 붕괴는 약 290 km (180 mi) 길이의 해안 대륙붕을 포함했으며, 총 3,500 km3 (840 cu mi)에 달하는 잔해가 북대서양에서 고지진해일을 유발했다.

## 설명

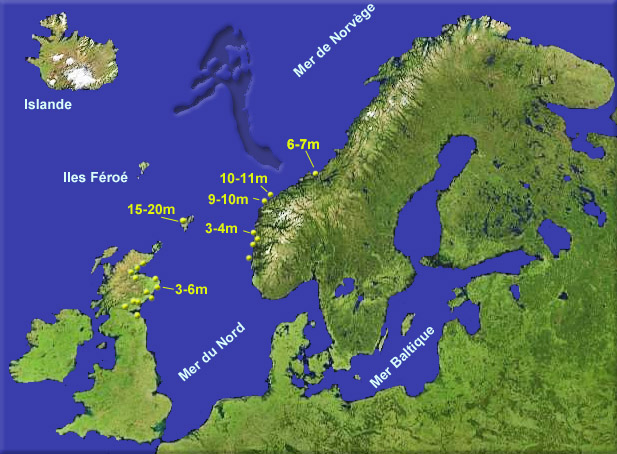
노란 숫자는 연구원들이 연구한 쓰나미에 의해 나타난 지진해일 파고를 보여준다.

스토레가(노르웨이어: 거대한 가장자리)는 뫼레 해안에서 북서쪽으로 100 km (62 mi) 떨어진 노르웨이 대륙붕 가장자리에 위치한다. 기원전 6200년경, 대륙붕 구조의 실패로 3번의 해저 산사태가 발생했으며, 이는 북대서양에 매우 큰 지진해일을 유발했다. 이 붕괴는 약 290 km (180 mi) 길이의 해안 대륙붕을 포함했으며, 총 3,500 km3 (840 cu mi)에 달하는 잔해가 발생했다.
지진해일에 의해 퇴적된 침전물에서 회수된 식물 재료의 탄소 연대 측정에 따르면, 가장 최근의 사건은 기원전 6225년~6170년경에 발생했다. 스코틀랜드에서는 이후의 지진해일 흔적이 기록되었으며, 몬트로즈 분지와 포스만에서 내륙으로 29 km (18 mi)까지, 현재 정상 조위보다 4 m (13 ft) 높은 곳에서 퇴적된 침전물이 발견되었다.

## 가능한 메커니즘
유발 메커니즘은 극한 고압에서 깊은 바다에 형성되는 결정 물 구조 내에 많은 양의 메테인이 부유된 고체 화합물인 메테인 하이드레이트의 파국적인 팽창을 유도한 지진으로 생각된다. 고압 저온 환경에서 제거되면, 1세제곱미터의 고체 메테인 하이드레이트는 164세제곱미터의 기체 메테인으로 팽창한다. 이러한 팽창이 발생했다면 주변 암석의 온전함을 약화시켜 산사태를 유발했을 수 있다.
두 번째 이론은 시간이 지남에 따라 녹는 빙하에서 흘러나온 강물이 수조 톤의 퇴적물을 대륙붕 가장자리로 운반하여 여러 층으로 축적되었다는 것이다. 이 경우, 지진과 같은 유발 요인이 넓은 해저 지역을 깊은 노르웨이해로 붕괴시켜 엄청난 양의 축적된 퇴적물을 함께 운반했을 수 있다.

## 인구에 대한 영향

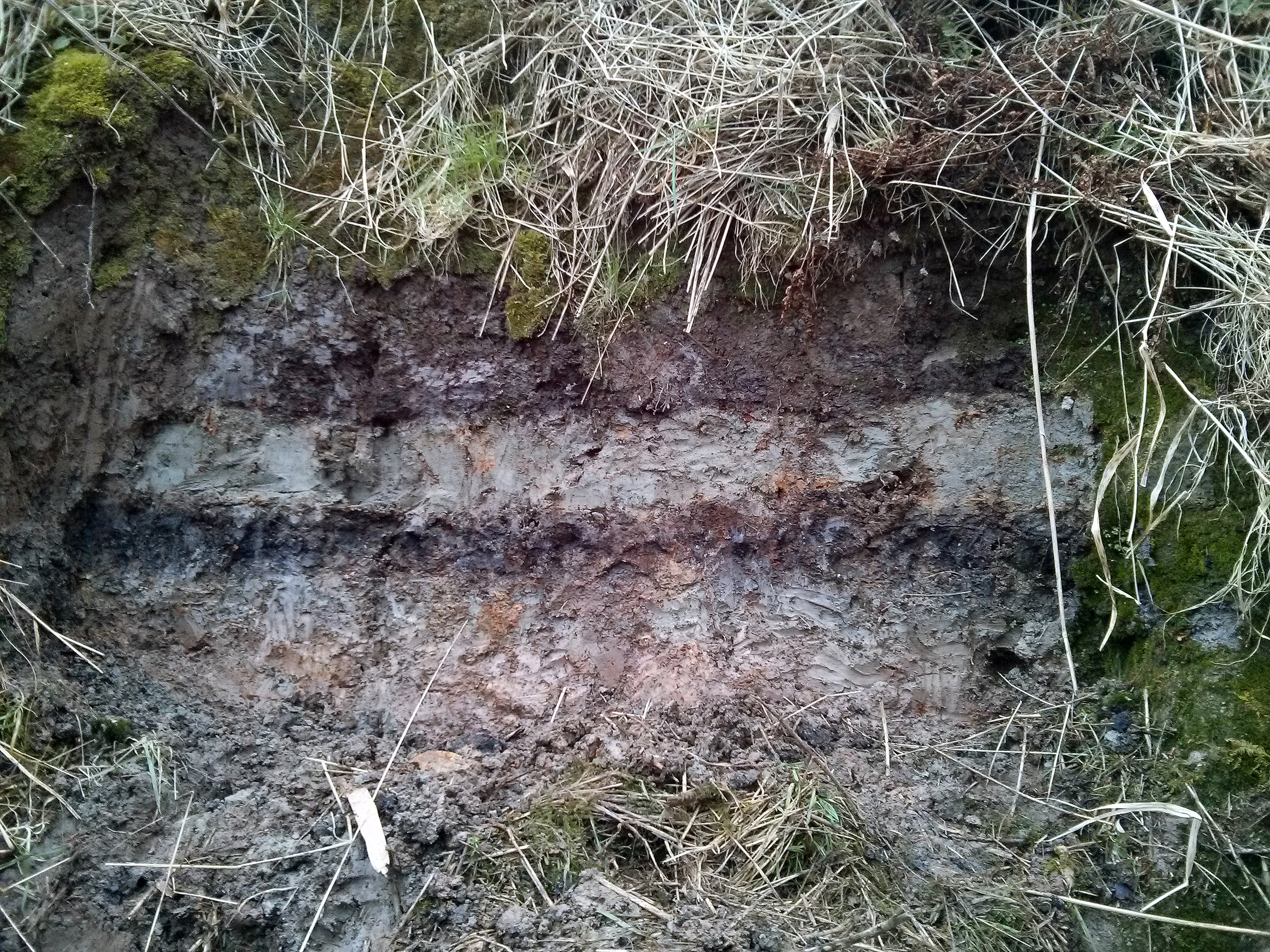
스코틀랜드 몬트로즈 분지의 메리튼에서 촬영된 스토레가 지진해일 퇴적물(회색 상층부). 이탄(짙은 갈색층) 사이에 끼어 있다.

두 번째 스토레가 슬라이드가 발생했을 때 또는 그 직전에, 고고학자와 지질학자들에게 도거랜드로 알려진 육교가 현재의 남부 북해를 가로질러 영국, 덴마크, 네덜란드를 연결했다. 이 지역은 석호, 습지, 갯벌, 해변 해안선을 포함하고 중석기 시대 문화의 풍부한 사냥, 조류 사냥, 낚시터였을 것으로 여겨진다.
도거랜드는 점진적인 해수면 상승으로 영구히 잠수되었지만, 스토레가 슬라이드에 의해 유발된 지진해일로 인해 현재 잠수된 지역을 포함하여 영국과 본토 유럽의 해안 지역이 일시적으로 침수되었을 수 있다고 가설이 제기되었다. 이 사건은 당시 중석기 시대 인구에게 재앙적인 영향을 미쳤을 것이다. 영국 중석기 시대 인구의 최대 4분의 1이 목숨을 잃은 것으로 추정된다.
2021년 연구에 따르면 스코틀랜드 북부 및 동부 해안선 약 600 km (370 mi)이 영향을 받았으며, 물이 내륙으로 29 km (18 mi)까지 침입했다. 현재의 인구와 해수면으로 볼 때, 오늘날 유사한 사건이 발생하면 아브로스, 스톤헤븐, 애버딘, 인버네스, 윅, 몬트로스의 해안가와 항만 지역을 파괴하고 파괴할 수 있다.
두 번째 스토레가 슬라이드로 인한 지진해일은 침수 지역 내 사람들에게 파괴적이었겠지만, 궁극적으로 지진해일은 보편적으로 재앙적이지 않았으며 도거랜드 마지막 흔적의 침수 이유도 아니었다.

## 미래의 슬라이드
스토레가는 노르웨이 해안의 오르멘 랑게 가스전 준비 활동의 일환으로 철저히 조사되었다. 지배적인 결론은 이 슬라이드가 이전 빙하기 이후 남은 빙하 퇴적물에 의해 발생했으며, 새로운 빙하화 이후에만 재발할 수 있다는 것이다. 2004년에 이 결론을 뒷받침하는 사실과 논증이 발표된 후, 오르멘 랑게 가스전 개발은 새로운 슬라이드를 유발할 위험을 증가시킬 가능성이 낮다고 간주되었다.

## 같이 보기
- 북극 메테인 방출
- 영국 제도에 영향을 미치는 지진해일
- 거대한 물질 운반 퇴적물

## 더 읽을거리
- Williams, Sarah C. P. (2016년 2월 16일). “뉴스 특징: 해저 산사태 표면 훑어보기”. 《미국국립과학원회보》 113 (7): 1675–78. Bibcode:2016PNAS..113.1675W. doi:10.1073/pnas.1524012113. PMC 4763740. PMID 26884637.
- Walker, James; Gaffney, Vincent; Fitch, Simon; Muru, Merle; Fraser, Andrew; Bates, Martin; Bates, Richard (2020). “거대한 파도: 스토레가 지진해일과 도거랜드의 종말?”. 《Antiquity》 (영어) 94 (378): 1409–1425. doi:10.15184/aqy.2020.49. hdl:10454/18239. ISSN 0003-598X.
- Woodroffe, Sarah A.; Hill, Jon; Bustamante-Fernandez, Emmanuel; Lloyd, Jerry M.; Luff, Jake; Richards, Sarah; Shennan, Ian (2023). “스코틀랜드 북서부에서 스토레가 지진해일의 다양한 영향에 대해”. 《Journal of Quaternary Science》 38 (8): 1219–1232. Bibcode:2023JQS....38.1219W. doi:10.1002/jqs.3539. ISSN 0267-8179.